# Pechschwarzer Milchling
Der Pechschwarze Milchling (Lactarius picinus) ist eine Pilzart aus der Familie der Täublingsverwandten (Russulaceae).
Auf der Roten Liste der Großpilze des Landes Sachsen-Anhalt wird die Art als vom Aussterben bedroht geführt.

## Merkmale

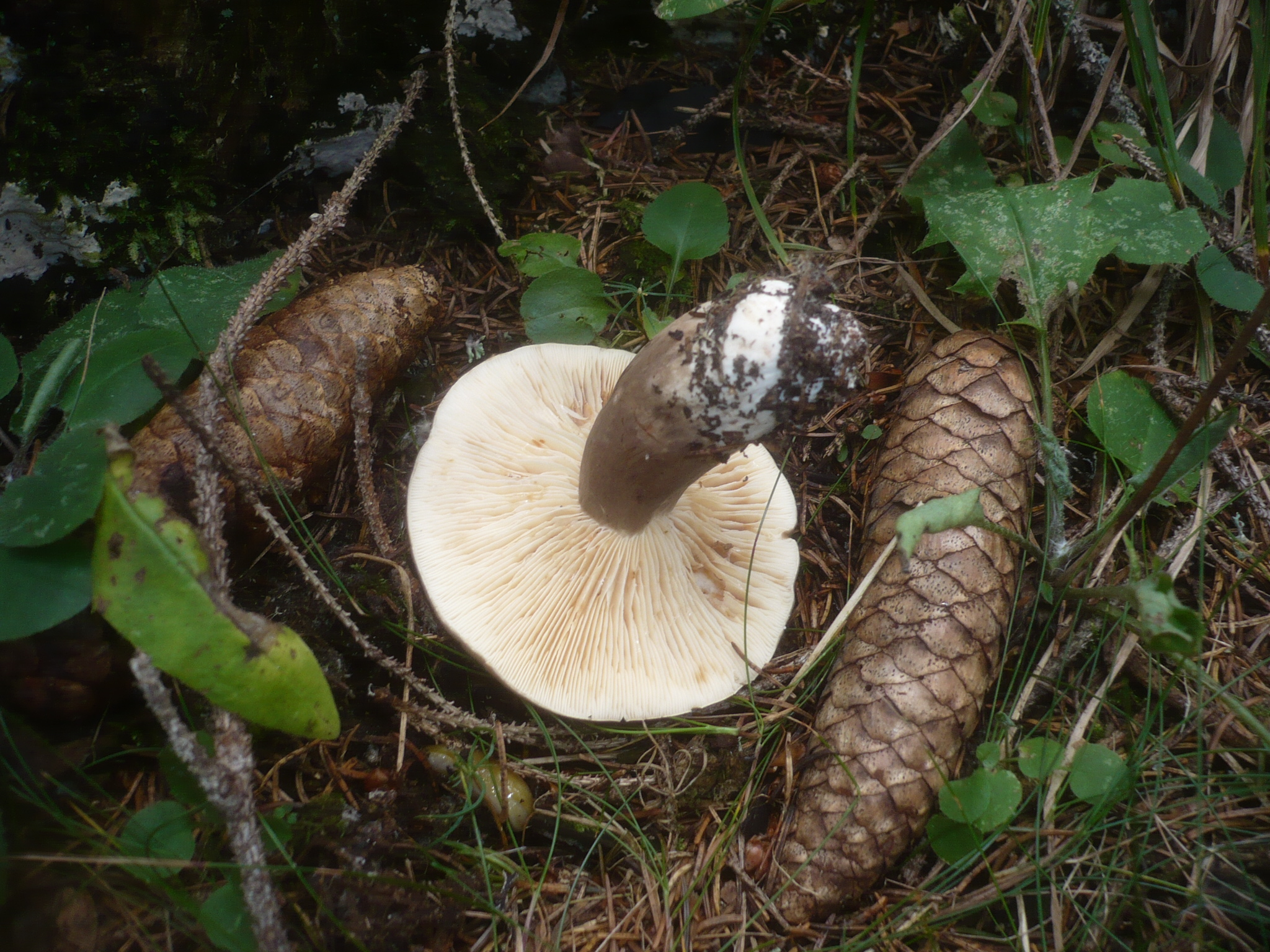
Blick auf die Hutunterseite des Pechschwarzen Milchlings mit den Lamellen

### Makroskopische Merkmale
Der Hut durchmisst 4–10 cm, ist anfangs gewölbt und weiter niedergedrückt bis etwas eingedellt. Die Huthaut ist samtig und von rötlich-brauner bis schwarzer oder auch senf-beiger, am Rand manchmal blasserer Farbe.
Die Lamellen sind untermischt stehend, mitunter gegabelt gerade bis kurz herablaufend am Stiel angewachsen; ihre Farbe ist hell gelblich bis ockerlich und auf Druck braun verfärbend. Das Sporenpulver ist creme- bis hellockerfarben.
Der Stiel 3 bis 6 Zentimeter hoch, manchmal behaart, im oberen Teil eventuell weißlich und zur Basis hin ockerbräunlich gefärbt und (im Unterschied zum Mohrenkopf-Milchling) nicht längsrunzlig. Er durchmisst 1 bis 1,5 Zentimeter und ist zur Basis verjüngt, doch ansonsten zylindrisch geformt. Er ist fest, anfangs vollfleischig und entwickelt später wattig ausgestopft oder hohl.
Das Fleisch ist weiß, später gelb und an der Luft über lachsfarben zu rosa verfärbend, sehr dicht, aber zerbrechlich, mit kaum vorhandenem fruchtigem Geruch und einem scharf pfeffrigen Geschmack.
Die an Verletzungen reichlich hervortretende weiße Milch ist auf der Zunge anfänglich süß und dann sehr scharf und wird an der Luft dunkelrosa.

### Mikroskopische Merkmale
Die Sporen sind oval und mit Ornament überzogen.

## Artabgrenzung
Von ähnlichem Aussehen ist der ebenfalls dunkelhütige und an ähnlichen Standorten wachsende Mohrenkopf-Milchling, der jedoch schmächtiger gebaut und spitz gebuckelt ist, eine dunklere Stielfärbung und keinen scharfen Geschmack aufweist.
Der ähnliche Rußfarbene Milchling wächst nur in Laubwäldern und hat weißliche Milch, die nur in Verbindung mit dem Fleisch rötet und erst mild, weiter bitter und dann scharf schmeckt.

## Ökologie
Er wächst zwischen Juli und Oktober einzeln oder in kleinen Gruppen in den Nadel- und Mischwäldern, vor allem unter den Kiefern und in höheren Lagen.

## Bedeutung

### Speisewert
Sein Speisewert wird teils als ungenießbar, teils als bedingt essbar beschrieben. Er verursacht wohl Magen-Darm-Beschwerden.

### Inhaltsstoffe
In intakten Fruchtkörpern ist ein Stearat enthalten, das bei Verletzung des Pilzes sehr schnell zu einem scharfen freien Phenol umgewandelt wird, welches dann nach und nach zu einer Mischung aus roten Pigmenten und etlichen Chromenen wird.
Die Änderungen von Geschmack und Farbe an der Luft hängen mit der chemischen Umwandlung von 2-(3-Methyl-2-butenyl)-4-Methoxyphenylstearat zu Benzofuran, 2,2-Dimethyl-6-methoxychromen und Oligomeren zusammen.

## Systematik und Taxonomie
Der Pechschwarze Milchling wurde in der Vergangenheit auch als Unterart des Rußfarbenen Milchlings (Lactarius fuliginosus) angesehen.
Das Art-Epitheton picinus vergleicht seine Farbe wie der deutsche Name mit Pech oder Teer.